# Sebastian von Felsztyn
Sebastian von Felsztyn (auch Sebastianus de Felstin, Sebastianus Felstinensis, Sebastian Felstynski, Sebastian z Felsztyna, Roxolanus z Felsztyna), (* zwischen 1480 und 1490 in Felsztyn; † nach 1552 (?) in Sanok (?) ) war ein polnischer Musiktheoretiker und Komponist.
Sebastian von Felsztyn studierte von 1507 bis 1509 in Krakau. Er wurde wahrscheinlich 1517 zum Priester geweiht. 1536 wurde er Propst in Sanok. Er komponierte mehrere Hymnen, zwei Alleluia sowie eine vierstimmige Sequenz und mehrere vierstimmige Motetten. Außerdem hinterließ er eine Reihe musiktheoretischer Schriften.
Er wurde von Nikolaus Herburt, Kastellan von Przemyśl, und Erasmus, Abt des Klosters Mogila, gefördert.

## Werke
- Opusculum musice compilatum noviter, Krakau 1517,
- Opusculum musice mensuralis, Krakau 1517
- Opusculum musices noviter congestum Krakau 1524/25
- De musica dialogi VI, Krakau 1536
- Directiones musicae ad cathedralis ecclesia Premislensis usum, Krakau 1543